# Sechium venosum
Sechium venosum là một loài thực vật có hoa trong họ Cucurbitaceae.

## Lịch sử phân loại
Loài này được Luis Diego Gómez và Jorge Gómez Laurito miêu tả khoa học đầu tiên năm 1983 dưới danh pháp Frantzia venosa. Năm 1992, Rafael Lira Saade và Fernando Chiang chuyển nó sang chi Sechium.
Nghiên cứu di truyền phân tử của Sebastian et al. (2012) cho thấy Sechium nghĩa rộng là đa ngành, với các loài ban đầu được xếp trong các chi Frantzia và Polakowskia dường như không có quan hệ họ hàng gần với phần còn lại của Sechium nghĩa rộng cũng như với Sicyos; cụ thể thì 6 loài từng được liệt kê trong Frantzia tạo thành một nhánh có quan hệ họ hàng gần với Echinopepon spp.; và chúng chỉ có quan hệ họ hàng xa với Sicyos cũng như Sechium nghĩa hẹp.
Do loài điển hình của Sechium là Sechium edule lồng trong Sicyos nên việc hợp nhất Sechium nghĩa hẹp với Sicyos sẽ làm cho Sechium chỉ được coi là đồng nghĩa muộn của Sicyos, nhưng điều này cũng làm cho việc phục hồi chi Frantzia trở thành có cơ sở và có ý nghĩa. Tuy nhiên, tới thời điểm năm 2024 thì World Flora Online ghi nhận Frantzia venosa và Sechium venosum như là các đơn vị phân loại không được đặt vào đâu; còn The Plants of the World Online thì ghi nhận Frantzia venosa như là từ đồng nghĩa của Sechium venosum và nó không được đặt vào đâu.

## Từ nguyên
Tính từ định danh venosa / venosum nghĩa là "có gân". F. venosa được đặt tên như vậy là do quả của nó có gân nổi rõ và có gai.

## Mẫu định danh
Mẫu định danh gốc: L. D. Gomez 20483, thu thập ở cao độ 200-250 m, dọc đường từ lạch Hone tới Bribri, tỉnh Limón, Costa Rica; lưu giữ tại Phòng mẫu cây Vườn Thực vật Missouri (MO), Saint Louis, Missouri, Hoa Kỳ. Các paratype lưu giữ tại MO cũng như tại Bảo tàng Quốc gia Costa Rica (CR) ở San José, Costa Rica; còn các isotype lưu giữ tại CR.

## Mô tả
Cây thân thảo lâu năm leo bám cao, với thân thanh mảnh, có rãnh. Lá dạng màng, hình tim, dài 10-15 cm, rộng 9-12 cm, nguyên, 5 gân hình chân vịt, cuống lá dài 2-3 cm, nhẵn nhụi, không có tuyến. Tua cuốn chẻ 4. Hoa cái đơn độc. Tràng hoa màu vàng, chia 5 phần xẻ sâu, với các phần hình tam giác lớn. Đài hoa có răng cưa nhỏ. Hoa đực dạng bông thóc ở nách cuống lá. Quả hình thoi thuôn dài, một hạt, có gân theo chiều dọc, nhiều gai, được các lông đơn bào che phủ, thưa đốm trắng; khi chín có màu đỏ đồng-nâu đỏ xỉn.

## Phân bố
Loài bản địa Costa Rica, Panamá.